# Пушкин, Георгий Максимович (дипломат)
Гео́ргий Макси́мович Пу́шкин (21 января (3 февраля) 1909, дер. Малая Коноплянка, Смоленская губерния, Российская империя — 2 апреля 1963, Москва, РСФСР) — советский дипломат и партийный деятель. Чрезвычайный и полномочный посол.

## Биография
Член ВКП(б) с 1939 года. В 1931 году окончил Московский институт народного хозяйства им. Г.В.Плеханова, в 1937 году — Институт дипломатических и консульских работников НКИД СССР.
- С 1931 года — сотрудник плановых органов Сибири, Управления народнохозяйственного учёта при СНК РСФСР.
- В 1937—1939 годах — сотрудник II Западного, Центрально-Европейского отделов НКИД СССР.
- С января 1940 по 23 июня 1941 годах — полномочный представитель, чрезвычайный и полномочный посол СССР в Словакии.
- В 1941—1942 годах — заместитель заведующего IV Европейским отделом МИД СССР.
- В 1942—1944 годах. — генеральный консул СССР в Урумчи (Китай).
- В 1944—1945 годах — политический советник Союзной контрольной комиссии в Венгрии.
- С 1 октября 1945 по 28 июня 1949 года — чрезвычайный и полномочный посланник (с 1948 года — посол) СССР в Венгрии.
- С июня по октябрь 1949 года — заведующий отделом МИД СССР, одновременно председатель Комитета радиовещания при Совете министров СССР.
- С 16 октября 1949 по 26 мая 1952 года — чрезвычайный и полномочный посланник СССР в ГДР.
- В 1952—1953 годах — заместитель министра иностранных дел СССР.
- В 1953—1954 годах — заведующий Отделом стран Среднего и Ближнего Востока, III Европейским отделом МИД СССР, член Коллегии МИД СССР.
- В 1954—1955 годах — верховный комиссар СССР в ГДР.
- С 17 июля 1954 по 21 февраля 1958 года — чрезвычайный и полномочный посол СССР в ГДР.

В 1958—1959 годах — заведующий Отделом информации ЦК КПСС. Валентин Фалин вспоминал о созданном в 1958 году в ЦК КПСС совсекретном отделе информации: «Ему вменялось в обязанность готовить к каждому заседанию политбюро обзор актуальной международной ситуации, анализ документов, вносившихся на заседание МИДом, разведками, военведом. Руководитель отдела Г. М. Пушкин докладывает Н. С. Хрущёву, что из идеи „вольный город Западный Берлин“ ничего путного не получится, а если мы переусердствуем, дело может дойти до силового конфликта. Хрущёв грубо обрывает докладчика: „Ерунда! Даже, если мы введем войска в Западный Берлин, никакой войны не будет“. И распустил отдел».
- В 1959—1963 годах — заместитель министра иностранных дел СССР, член Коллегии МИД СССР.

Кандидат в члены ЦК КПСС с 1961 г. Член Центральной ревизионной комиссии КПСС (1956—1961).
Участвовал в работе ряда международных конференций и совещаний, в том числе Московского совещания (1945), Парижской мирной конференции (1946). Возглавлял делегацию СССР на Женевском совещании по урегулированию лаосского вопроса (1961—1962).
Похоронен на Новодевичьем кладбище Москвы.

## Награды
- Орден Ленина
- Орден Отечественной войны I степени (5 ноября 1945)
- Орден Трудового Красного Знамени (3 ноября 1944)